# First Step
Firt Step é o álbum de estreia lançado pela banda The Faces em 1970. 

## Faixas
1. "Wicked Messenger" (Bob Dylan)
2. "Devotion" (Lane)
3. "Shake, Shudder, Shiver" (Lane, Wood)
4. "Stone" (Lane)
5. "Around the Plynth" (Stewart, Wood)
6. "Flying" (Lane, Wood, Stewart)
7. "Pineapple and the Monkey" (Wood)
8. "Nobody Knows" (Lane, Wood)
9. "Looking Out the Window" (Jones, McLagan)
10. "Three Button Hand Me Down" (McLagan, Stewart)

## Integrantes e outras partcipações
- Ron Wood - Guitarra/Harpa/Baixo
- Ronnie Lane - Baixo/Guitarra
- Rod Stewart - Vocal/Banjo
- Ian McLagan - Piano/Órgão
- Kenney Jones - Bateria